# Eselbach (Nesselbach)
Der Eselbach ist ein etwa 1 km langer rechter Zufluss des Nesselbachs im Stadtteil Unterrombach von Aalen im baden-württembergischen Ostalbkreis.

## Geographie

### Verlauf
Der Eselbach entsteht wenig westlich von Aalen-Unterrombach auf 451,2 m ü. NHN neben der Limesstraße von Oberrombach her aus dem Zusammenfluss des Salinenbaches und des Rauentalbaches, die beide ungefähr auf einer Höhe von 490 m ü. NHN entspringen, in östliche Richtungen verlaufen und hier im spitzen Winkel zusammentreffen. Er fließt danach in einer etwa 50 m breiten, fast unbebauten, bei starker Wasserführung überschwemmten Talmulde in Richtung Osten durch Unterrombach und mündet am jenseitigen Rand der Ortschaft von rechts in den Nesselbach.

### Einzugsgebiet
Das naturräumlich gesehen zur Gänze im Unterraum Welland des Östlichen Albvorlandes liegende Einzugsgebiet ist 2,3 km² groß. Es gehört fast ganz zur Stadt Aalen; nur seine Westspitze mit und über dem Salinenbach-Ursprung gehört zum Gebiet der Gemeinde Essingen.

### Zuflüsse
- Salinenbach, linker Quellast aus dem Westnordwesten, 1,7 km. Entspringt just eben noch auf dem Gebiet der Gemeinde Essingen
- Rauentalbach, rechter Quellast aus dem Westsüdwesten, 1,2 km.

### Flusssystem Aal
- Fließgewässer im Flusssystem Aal

### LUBW
Amtliche Online-Gewässerkarte mit passendem Ausschnitt und den hier benutzten Layern: Lauf und Einzugsgebiet des Eselbachs

Allgemeiner Einstieg ohne Voreinstellungen und Layer: Daten- und Kartendienst der Landesanstalt für Umwelt Baden-Württemberg (LUBW) (Hinweise)
1. 1 2 3  Höhe nach hrauer Beschriftung auf dem Hintergrundlayer Topographische Karte.
2. 1 2  Länge nach dem Layer Gewässernetz (AWGN).
3. ↑  Einzugsgebiet nach dem Layer Basiseinzugsgebiet (AWGN).
4. ↑  Höhe nach dem Höhenlinienbild auf dem Hintergrundlayer Topographische Karte.

### Andere Belege
1. ↑  Modellierte Werte nach Abfluss-BW Gewässerknoten MQ/MNQ
2. ↑  Hansjörg Dongus: Geographische Landesaufnahme: Die naturräumlichen Einheiten auf Blatt 171 Göppingen. Bundesanstalt für Landeskunde, Bad Godesberg 1961. → Online-Karte (PDF; 4,3 MB)